# Psychedelic folk
Psychedelic folk (cũng được gọi là psych folk hoặc acid folk) là một thể loại nhạc psychedelic xuất hiện vào thập niên nhờ việc kết hợp nhạc folk và psychedelic rock. Loại nhạc này sử dụng chủ yếu các nhạc cụ mộc của folk, nhưng thêm vào nhiều ảnh hưởng thường thấy trong psychedelic rock.